# Aereo da collegamento

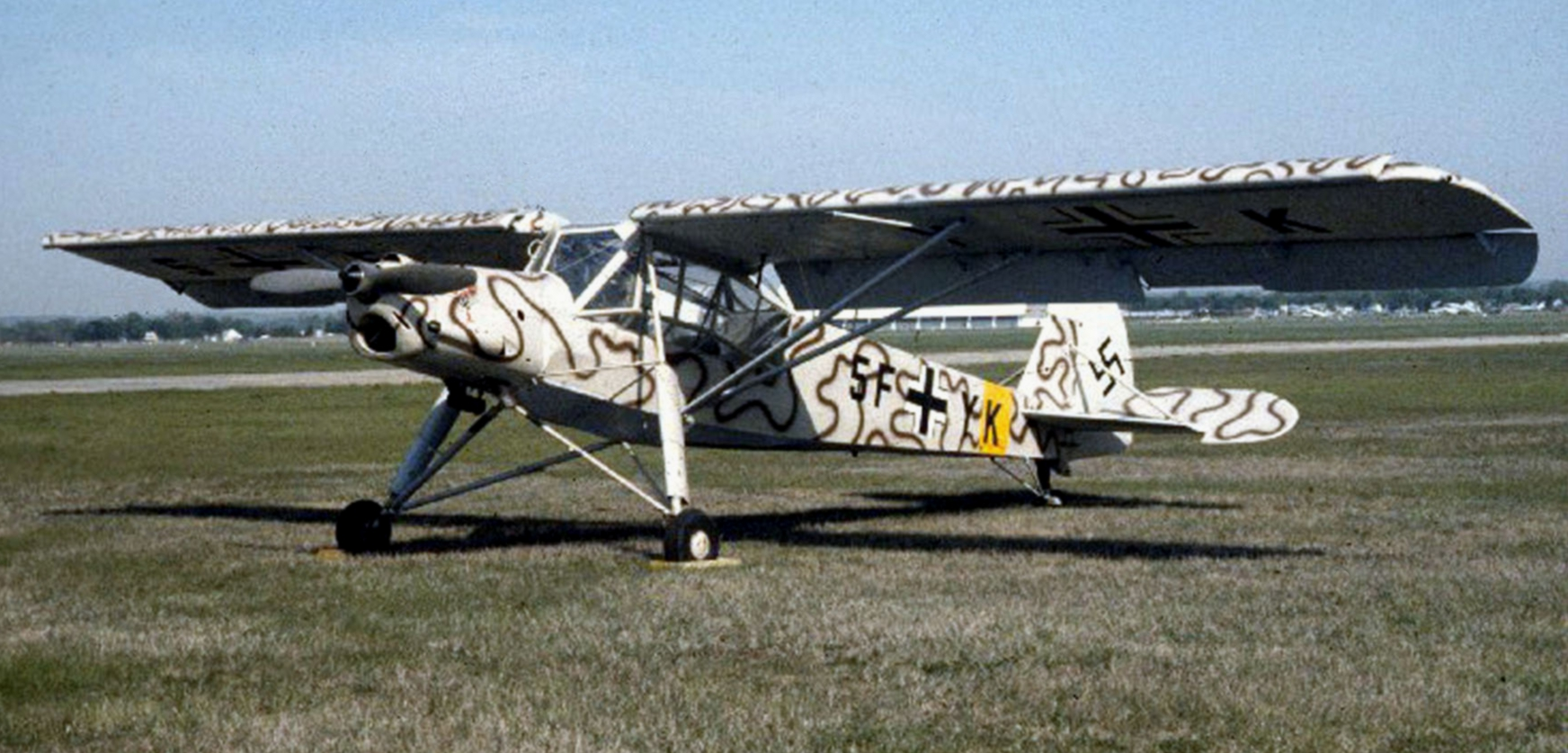
Un Fieseler Fi 156 Storch nella livrea usata da Erwin Rommel in Nord Africa.

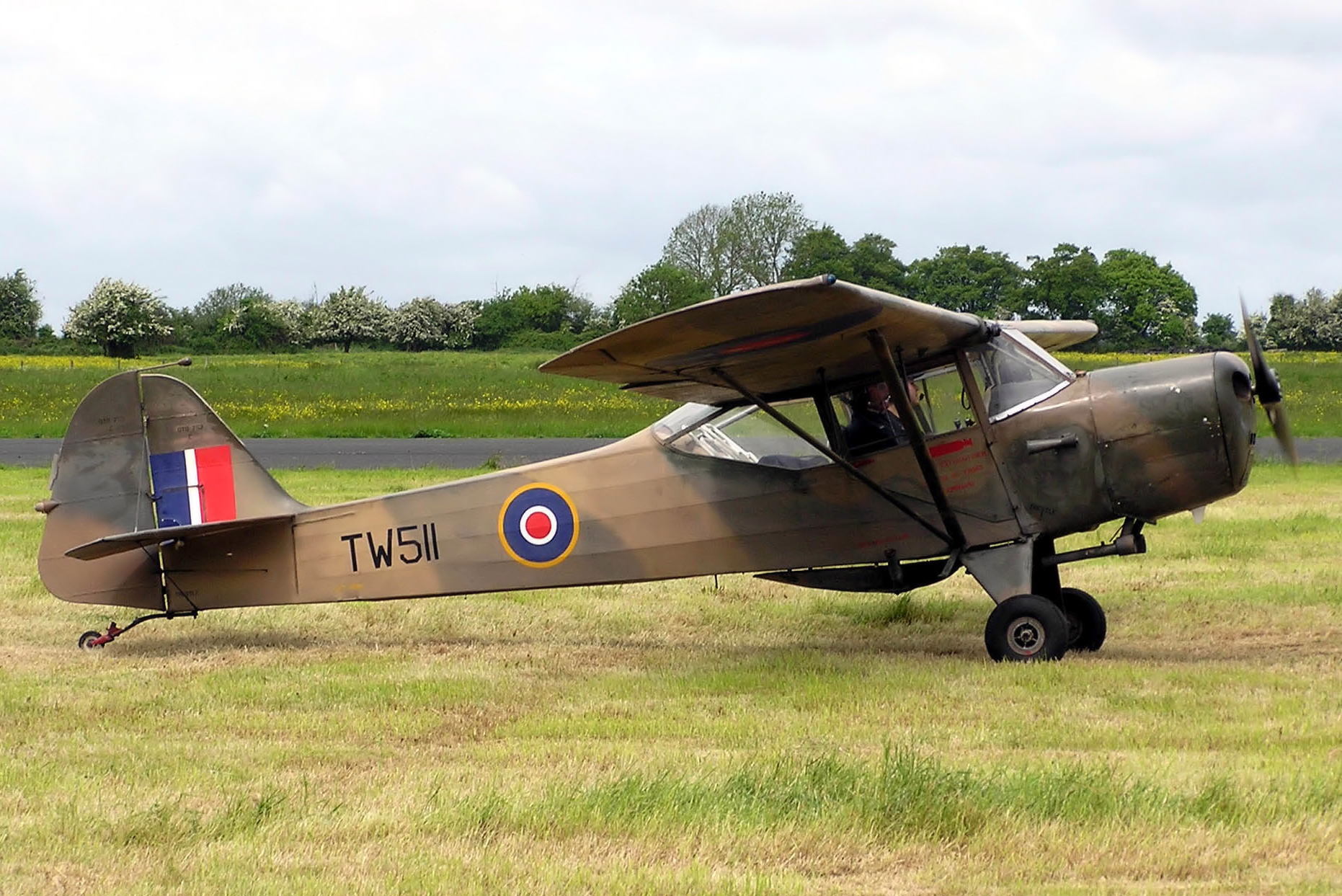
Un britannico Auster AOP.9 del 1957

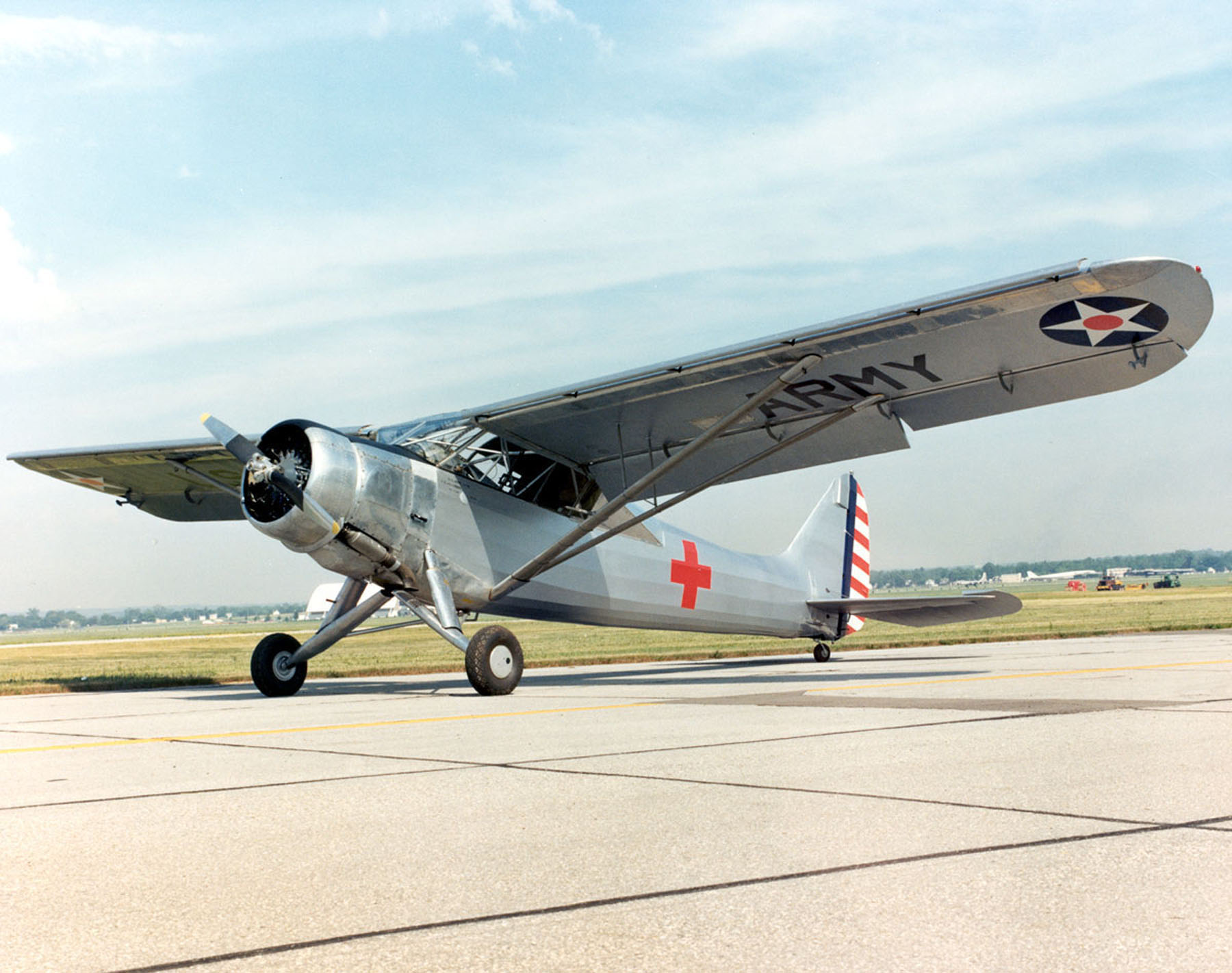
Vultee L-1A

Un aereo da collegamento è un velivolo militare leggero, normalmente non armato, ideato nel periodo antecedente la seconda guerra mondiale ed utilizzato principalmente come supporto per le batterie di artiglieria, come trasporto veloce di Ufficiali dell'esercito e per il trasporto di dispacci militari. Noto anche come "army-cooperation aircraft", questo tipo di velivolo veniva impiegato anche come normale aereo da ricognizione, per controllare le colonne militari, come aeroambulanza, come piccolo aereo da trasporto ed altre funzioni simili.
Grazie alle sue caratteristiche STOL era possibile utilizzarlo in campi d'aviazione improvvisati o dalle pessime condizioni, diventando un basilare supporto nelle avanzate anche quando il nemico in ritirata riusciva a rendere parzialmente inutilizzabili le strutture militari che era costretto a lasciare. Uno dei più noti velivoli di questo tipo è stato il tedesco Fieseler Fi 156 Storch; i feldmarescialli Erwin Rommel e Albert Kesselring ne avevano un esemplare in assegnazione personale.
La maggior parte di questi velivoli sono stati sviluppati da velivoli leggeri usati in aviazione civile ed alla fine della guerra vennero riutilizzati spesso come aerei da turismo.
Con il rapido sviluppo dell'elicottero il ruolo dell'aereo da collegamento scomparve progressivamente in favore della maggiore versatilità di questi ultimi.

## Principali aerei da collegamento per nazionalità
Francia
- Morane-Saulnier MS-500
- Morane-Saulnier MS-502

 Germania
- Fieseler Fi 156 Storch
- Messerschmitt Bf 108 Taifun

 Italia
- Caproni Ca.309
- IMAM Ro.63

 Polonia
- Lublin R-XIII

 Regno Unito
- Westland Lysander
- Taylorcraft Auster AOP

 Stati Uniti
- Vultee L-1 Vigilant
- Taylorcraft L-2 Grasshopper
- Aeronca L-3 Grasshopper
- Piper L-4 Grasshopper
- Stinson L-5 Sentinel
- North American / Ryan L-17 Navion